# Friese Stoomtrein Maatschappij
Onder de naam Friese Stoomtrein Maatschappij (FStM) was het de bedoeling om vanaf april 2012 toeristische stoomtreinen te laten rijden tussen Sneek en Stavoren in Friesland. In 2003 werd voor dit doel de Stichting Stoomtrein Fryslân (SSF) opgericht. De FSM was sinds mei 2009 eigenaar van het Nationaal Modelspoor Museum in Station Sneek. De stichting ging eind 2011 failliet, nog voor de officiële opening van het eigen depot en eigen werkplaats/kantoor-station te Sneek.

## Stoomweekenden
De FStM organiseerde zes maal een stoomweekend. Hiervoor werd een stoomtrein van de VSM gehuurd. Ook andere activiteiten werden ontplooid om steun te verwerven voor het initiatief. De provincie en de betrokken gemeenten zagen het plan als een manier om het toerisme te stimuleren en op die manier de zuidwestelijke hoek van Friesland een economische impuls te geven.
Data:
- 29-30 januari 2005
- 6-7 mei 2006
- 21-22 april 2007
- 24-25 mei 2008
- 9-10 mei 2009
- 18-19 september 2010
- 30-31 augustus 2014[1]

## Traject
Het traject Sneek - Stavoren maakt deel uit van de spoorlijn Leeuwarden - Stavoren, waarop de reguliere treindienst geëxploiteerd wordt door Arriva. Het voormalig station Oudega zou misschien weer in gebruik worden genomen. In Stavoren werd een extra perron met omloopspoor gebouwd, zodat het bestaande perron in gebruik kon blijven voor de treinen van Arriva. In Sneek was een eigen emplacement met perron en loods in aanbouw.

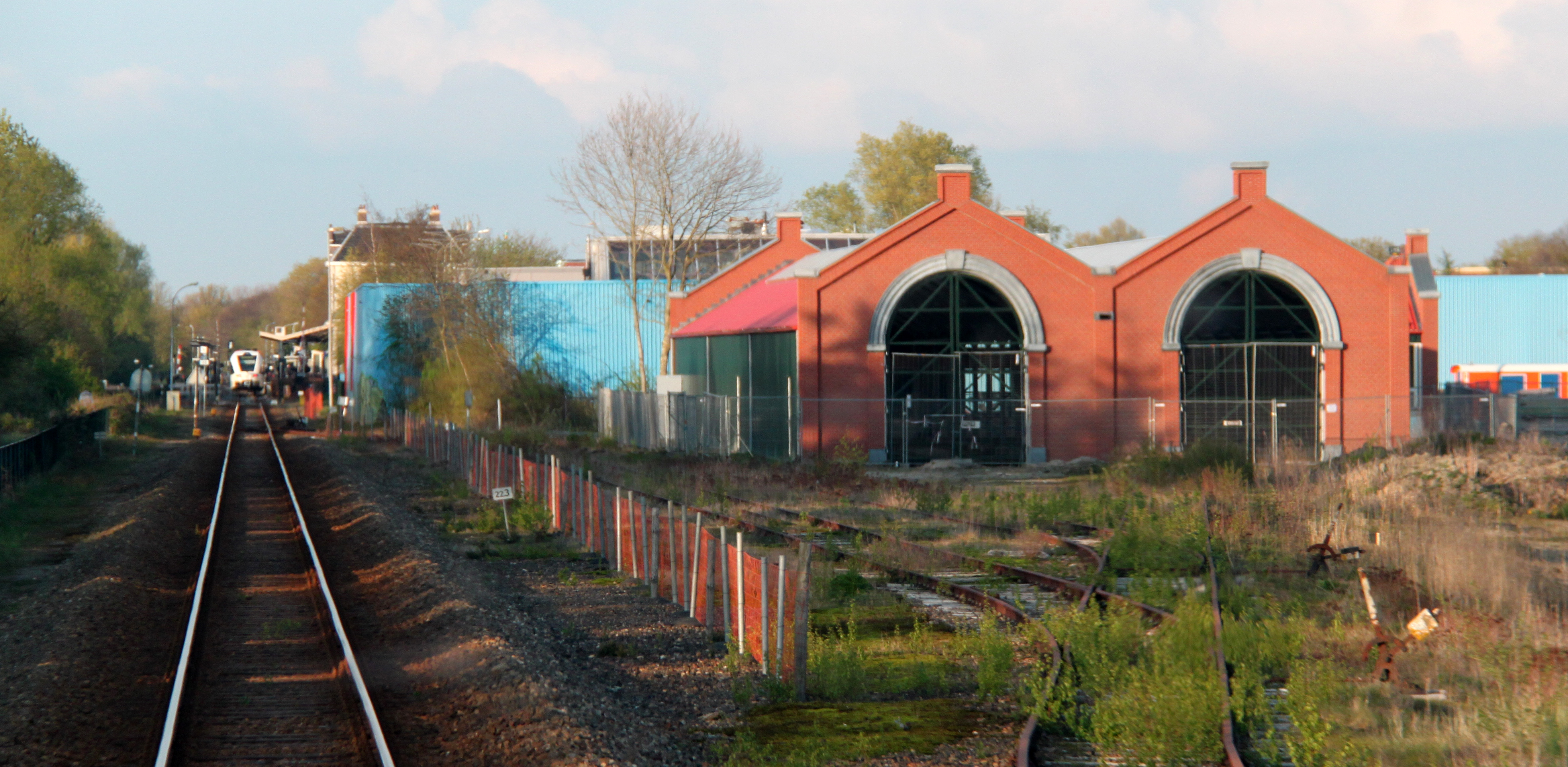
De loods van Sneek in aanbouw (2012).
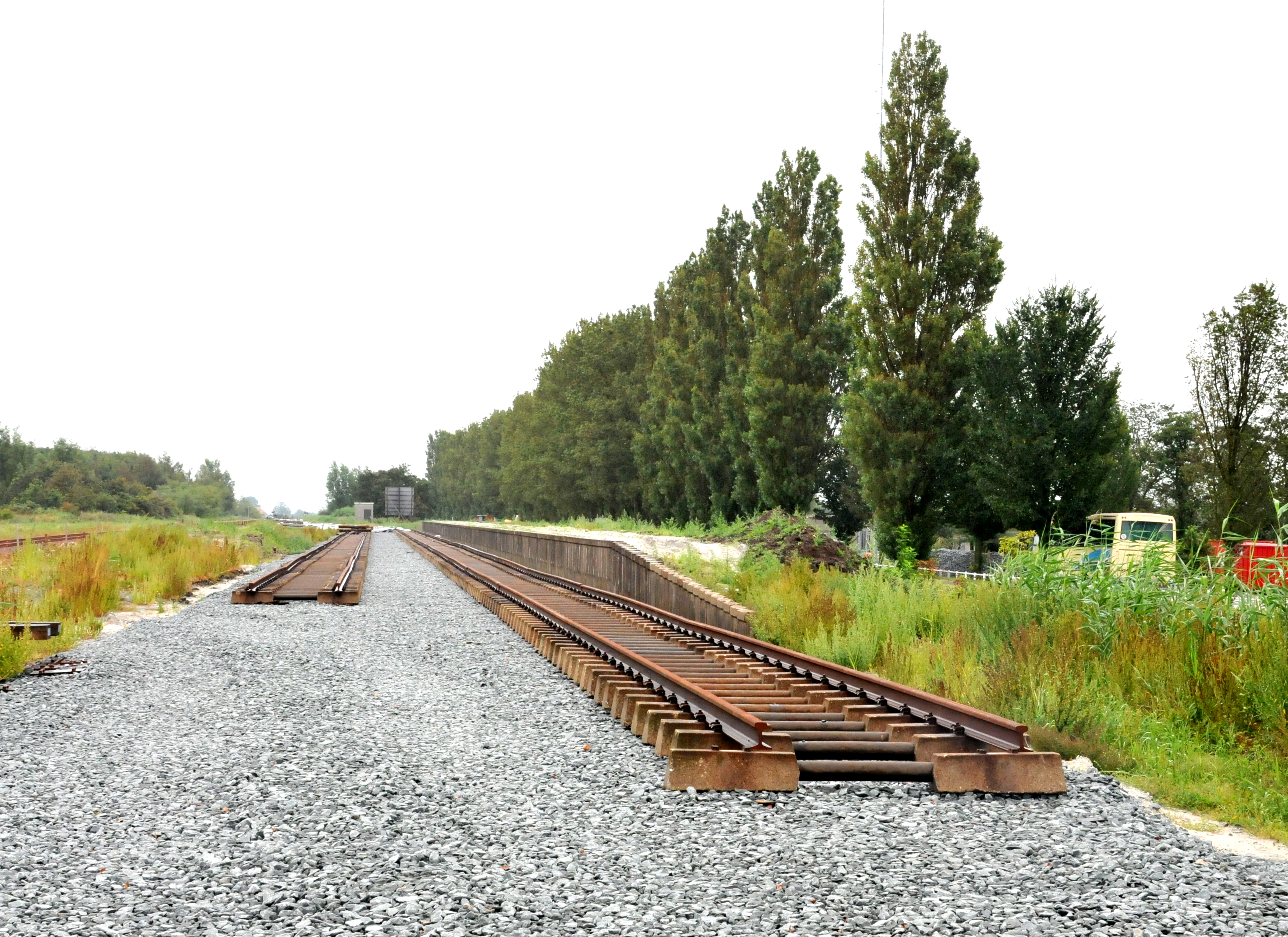
Station te Stavoren in aanleg (2011); inmiddels zijn rails en dwarsliggers weggehaald.

## Materieel

### Stoomlocomotief
De stoomlocomotief 23 058 waarmee de FStM zou gaan rijden is omgebouwd in Schaffhausen. Er was niet gekozen voor een historisch of nostalgisch karakter, want voor het trekken van de treinen zou van Eurovapor een door de Zwitserse Dampflokomotiv- und Maschinenfabrik Winterthur (DLM) gemoderniseerde stoomlocomotief worden gehuurd die niet, zoals historische exemplaren, op steenkool zou rijden, maar op schonere biodiesel. Inmiddels werd voor deze locomotief een nieuw inzetgebied gezocht. Op 15 februari 2013 ging de locomotief op transport via Zwolle en Arnhem naar Zwitserland. Sinds 1 maart 2013 is de locomotief in depot Sissach van de Modern Steam am Hauenstein GmbH.

### Rijtuigen
De spoorwegrijtuigen die de FStM zou gaan gebruiken waren twee Plan W-rijtuigen en een ICK type BD voor de dagelijkse pendel. Voor de "Dinertrein" was het plan 3 ICK-type B te verbouwen tot rijdend restaurant. De rijtuigen werden gereviseerd bij Shunter in Roosendaal. In juni 2009 werden twee rijtuigen Plan W (21-37 455 en 21-37 457) van het Nederlands Spoorwegmuseum te Utrecht overgedragen aan de Friese Stoomtrein Maatschappij.
In 2013 zijn de twee rijtuigen Plan W door de Stichting Historisch Dieselmaterieel uit de failliete boedel van de FStM overgenomen. In juli 2013 werden beide rijtuigen overgebracht van Roosendaal naar Amersfoort, waar zij zullen worden opgeknapt in de oorspronkelijke staat.

## Faillissement
De exploitatie van de stoomverbinding tussen Sneek en Stavoren had de laatste jaren diverse keren vertraging opgelopen. Hierdoor was de financiële nood dusdanig opgelopen dat voor de FStM op 2 november 2011 geen andere uitweg meer mogelijk was dan het aanvragen van faillissement. De rechtbank Leeuwarden verklaarde op 9 november 2011 de Stichting Stoomtrein Fryslân failliet.